# Tubipora
Tubipora Linnaeus, 1758 è un genere di ottocoralli dell'ordine Alcyonacea. È l'unico genere della famiglia Tubiporidae Ehrenberg, 1828.

## Descrizione
Il genere comprende specie coloniali, i cui polipi, dotati di otto tentacoli, risiedono all'interno di tubi calcarei verticali, connessi da una piattaforma orizzontale formata dagli stoloni.

## Distribuzione e habitat
Il genere ha un ampio areale Indo-Pacifico.

## Tassonomia
Sono note le seguenti specie:
- Tubipora chamissonis Ehrenberg, 1834
- Tubipora fimbriata Dana, 1846
- Tubipora hemprichi Ehrenberg, 1834
- Tubipora musica Linnaeus, 1758
- Tubipora reptans Carter
- Tubipora rubeola Quoy & Gaimard, 1833
- Tubipora syringa Dana, 1846